# 101e Legerkorps
Het Duitse 101e Legerkorps (Duits: Generalkommando CI. Armeekorps) was een Duits legerkorps van de Wehrmacht tijdens de Tweede Wereldoorlog. Het korps was alleen in actie rond Berlijn in 1945, inclusief de Slag om Berlijn.

## Krijgsgeschiedenis

### Oprichting
Het 101e Legerkorps werd opgericht op 9 februari 1945 bij Berlijn door omdopen van de slechts enkele dagen eerder gecreëerde Korpsstab Berlin.

### Inzet

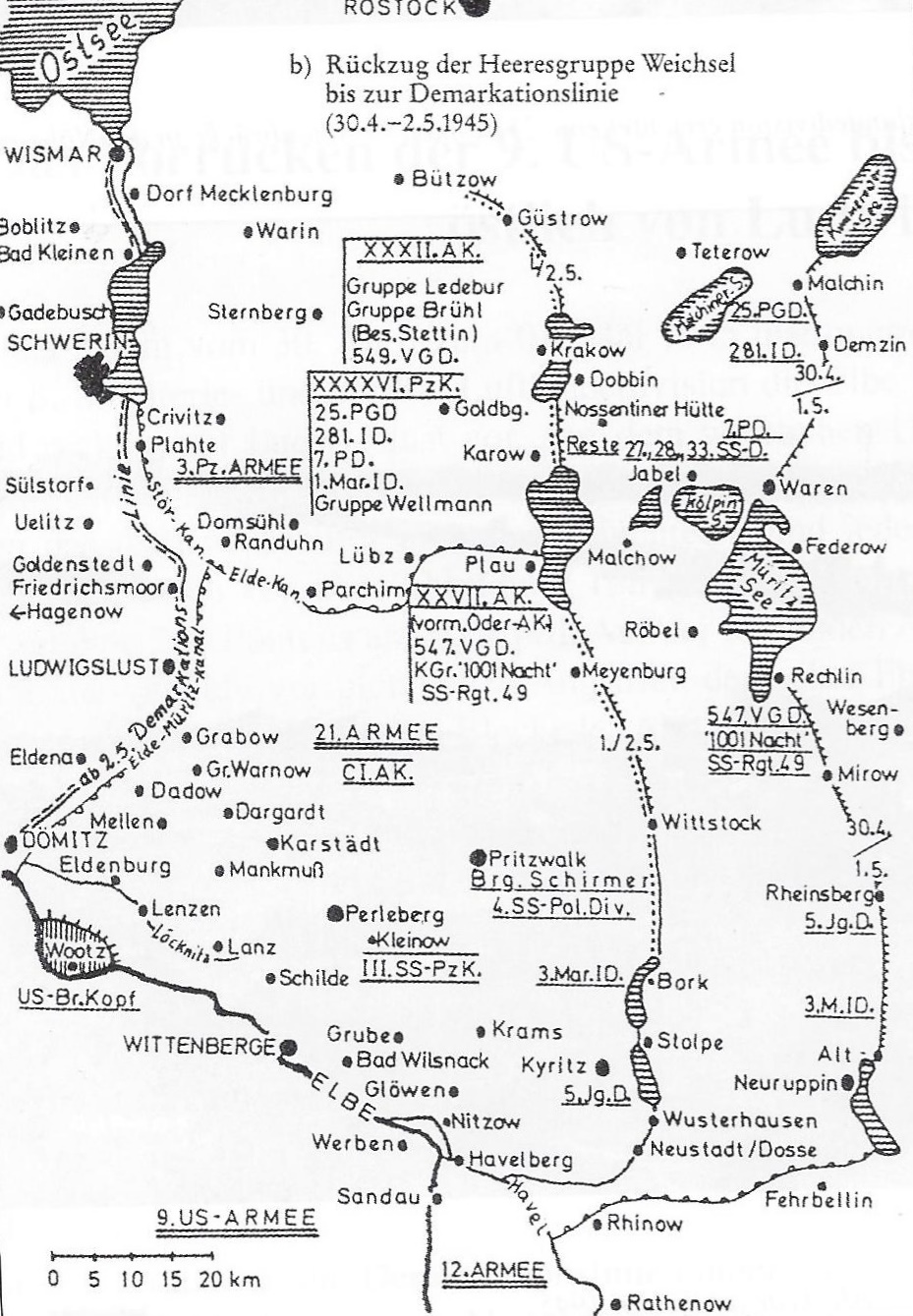
Terugtocht door Mecklenburg, 30 april tot 2 mei 1945

Op de dag van de oprichting beschikte het korps over de Kampfgruppe 25e Panzergrenadierdivisie, de Infanteriedivisie Döberitz en Divisiestaf z.b.V. 606. Het korps werd meteen ingezet om het Oderfront te versterken om te voorkomen dat de Sovjettroepen naar Berlijn zouden doorstoten. Deze taak werd gedurende de volgende twee maanden uitgevoerd. Bij het begin van de Slag om Berlijn op 16 april beschikte het korps langs de Oder over de 303e Infanteriedivisie "Döberitz", de 309e Infanteriedivisie "Berlin" en de 606e Infanteriedivisie. Het 47e Sovjetleger van luitenant-generaal Perhorovich en het 3e Stoottroepenleger van kolonel-generaal Kuznetsov doorbraken het front tussen de 309e en de 606e Infanteriedivisies, o.a. met behulp van 197 pantservoertuigen van het 9e Sovjet Tankkorps. Op 19 april werd het korps afgesneden van het 9e Leger en door de inname van Wriezen door het Rode Leger en het oprukkende 3e Stoottroepenleger gedwongen om richting Eberswalde en Bernau bei Berlin (ten noorden van Berlijn) terug te trekken. Het korps had geen beschikking meer over radioapparatuur en had bijna ¾ van haar oorspronkelijke sterkte verloren. Het kwam nu onder bevel van het 3e Pantserleger. De daaropvolgende week trok het korps zich terug voor de oprukkende Sovjet troepen. Op 28 april kwam het korps bij Berge (Prignitz) onder bevel van het nieuwe 21e Leger, met de 5e Jägerdivisie, de 309e Infanteriedivisie "Berlin" en de 606e Infanteriedivisie onder bevel.
Het 101e Legerkorps capituleerde op 8 mei 1945 bij Wittenberge aan de Elbe aan Amerikaanse troepen.

## Bovenliggende bevelslagen
| Leger          | Legergroep            | Plaats/regio      | Begin           | Eind          |
| -------------- | --------------------- | ----------------- | --------------- | ------------- |
| 9. Armee       | Heeresgruppe Weichsel | Oder, Küstrin     | 9 februari 1945 | 19 april 1945 |
| 3. Panzerarmee | Heeresgruppe Weichsel | westelijk Berlijn | 20 april 1945   | 28 april 1945 |
| 21. Armee      | Heeresgruppe Weichsel | westelijk Berlijn | 28 april 1945   | 8 mei 1945    |

## Commandanten

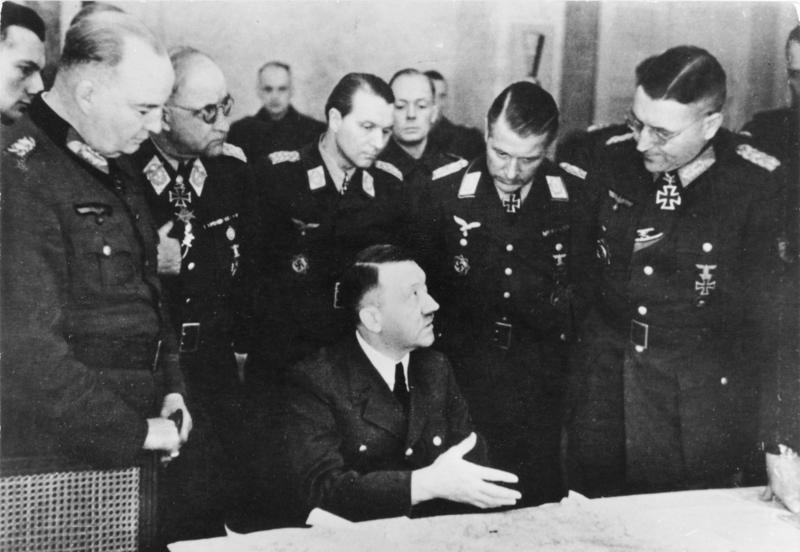
Laatste frontbezoek van Adolf Hitler op 3 maart 1945. General Berlin staat uiterst links.

| Rang                   | Naam           | Begin           | Eind          |
| ---------------------- | -------------- | --------------- | ------------- |
| General der Artillerie | Wilhelm Berlin | 9 februari 1945 | 18 april 1945 |
| Generalleutnant        | Friedrich Sixt | 18 april 1945   | 8 mei 1945    |